# Fiat Rivalta

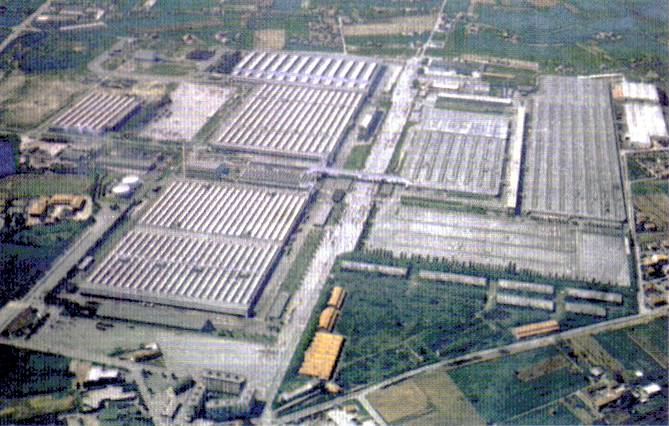
Vista aérea de la planta de Rivalta

La planta de Fiat Rivalta fue una fábrica de automóviles perteneciente a Fiat Group Automobiles. Se puso en funcionamiento en 1968 en el municipio italiano de Rivalta, próxima a la ciudad de Piossasco, muy cerca del Centro Ricerche Fiat y del Centro Sicurezza Fiat y a tan sólo unos 10 kilómetros de la histórica fábrica de Fiat Mirafiori en Turín. El primer modelo producido fue el Fiat 128. 
A partir de 1978, con la producción del Fiat Ritmo, Fiat fue la primera empresa del mundo en instalar sus sistemas de innovación tecnológica y automatización Robogate en Rivalta, revolucionando varias etapas clave de la fabricación de automóviles. Los modernos sistemas Robogate también se utilizaron en Rivalta durante las décadas de 1980 y 1990 para la producción del Fiat Uno (a partir de 1983) y el Fiat Tipo (a partir de 1987).  
El edificio se encuentra más cerca de la localidad de Piossasco, a poco más de 2 kilómetros, que del municipio que le da nombre. El complejo industrial está separado por la carretera provincial Orbassano/Piossasco. 
Tras la grave crisis industrial del grupo Fiat a principios de la década de 2000, la planta de Rivalta, que en su apogeo llegó a emplear a más de 18.000 trabajadores, cerró por completo en 2002 y cesó su producción. El antiguo complejo industrial alberga actualmente un centro logístico de Mopar para el suministro de componentes de automoción. 
Actualmente (2024), la planta de Fiat Rivalta, permanece segregada en dos partes. Una de ellas bajo titularidad de Stellantis, se denomina Mopar FCA, y es la sede de distribución de recambios del Grupo Fiat (Stellantis) para la región de EMEA, y la siguiente parte quedó en propiedad de Finmeccanica, sede de ex Fiat Avio; compañía que será adquirida por G.E.
Su superficie es de dos millones de metros cuadrados y cuenta con su propia pista de pruebas de casi cuatro kilómetros de longitud.

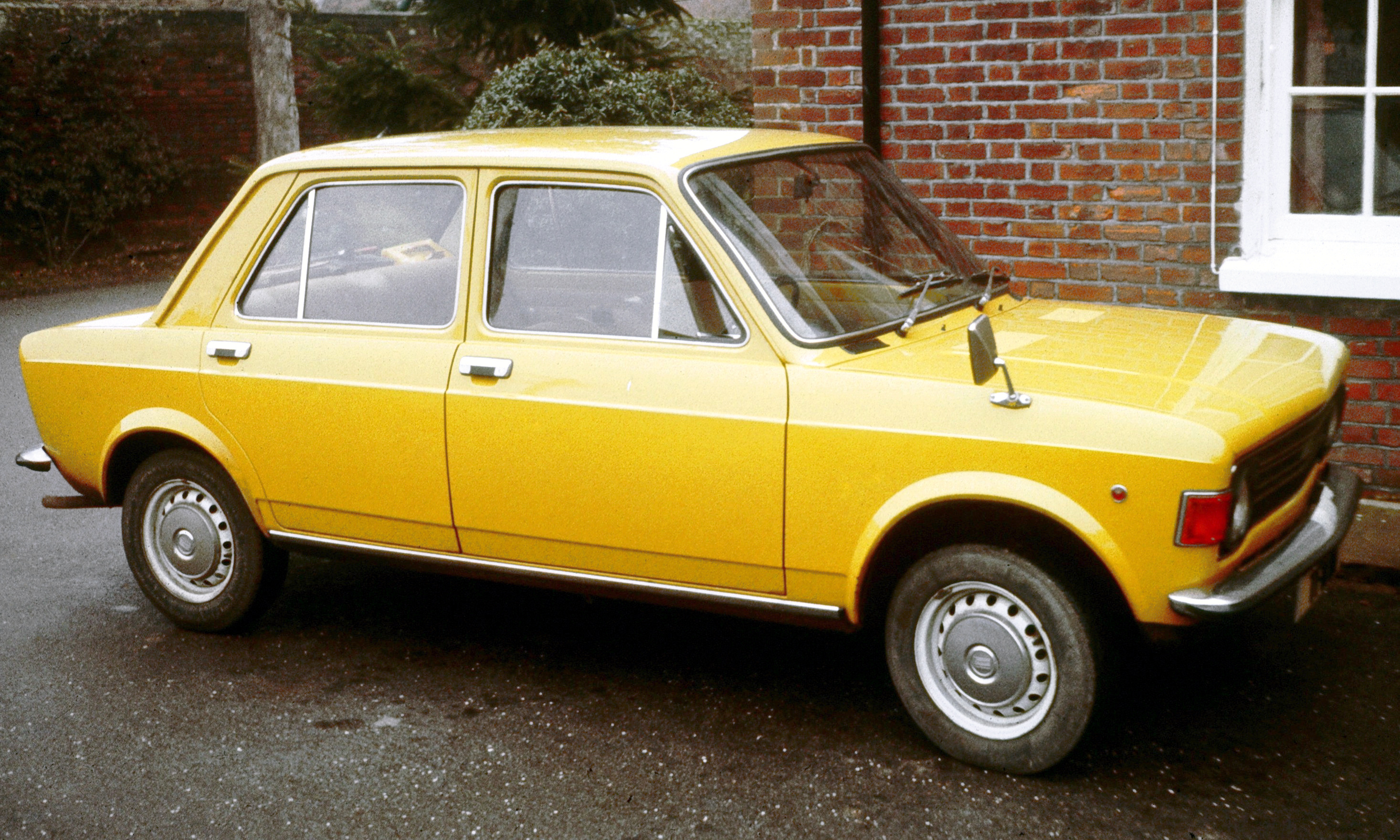
Fiat 128, primer automóvil producido en la planta de Rivalta

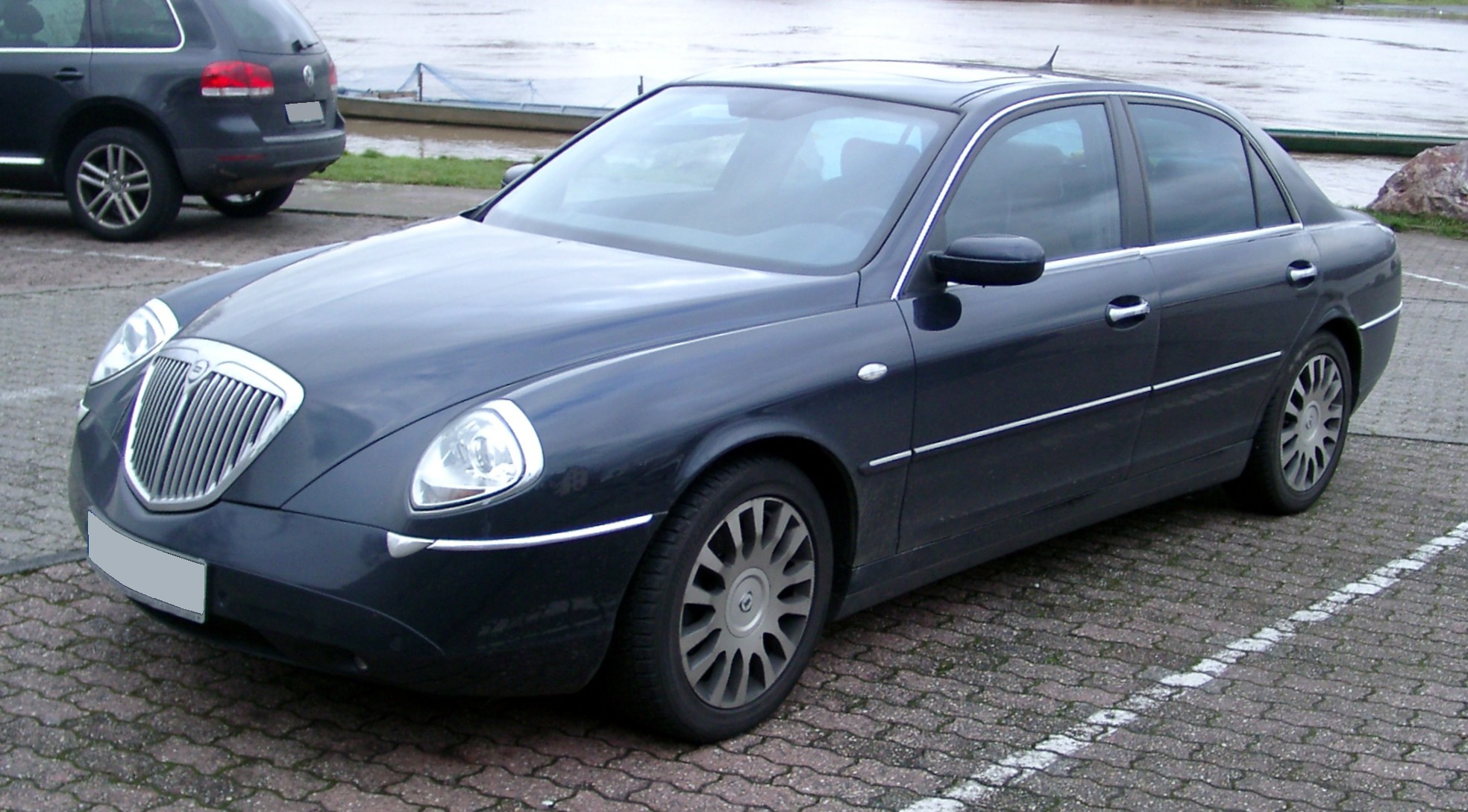
Lancia Thesis, uno de los últimos automóviles producidos en la planta de Rivalta

## Historia
En un breve período de tres años, de 1968 a 1971, la fábrica empleó a 18.000 trabajadores y administrativos. El primer modelo nacido en Fiat Rivalta fue el Fiat 128, del cual pronto se produjeron más de 1.800 unidades diarias, y, paralelamente, los primeros modelos del Fiat 130. En los años siguientes, se produjeron otros modelos, como se detalla a continuación.

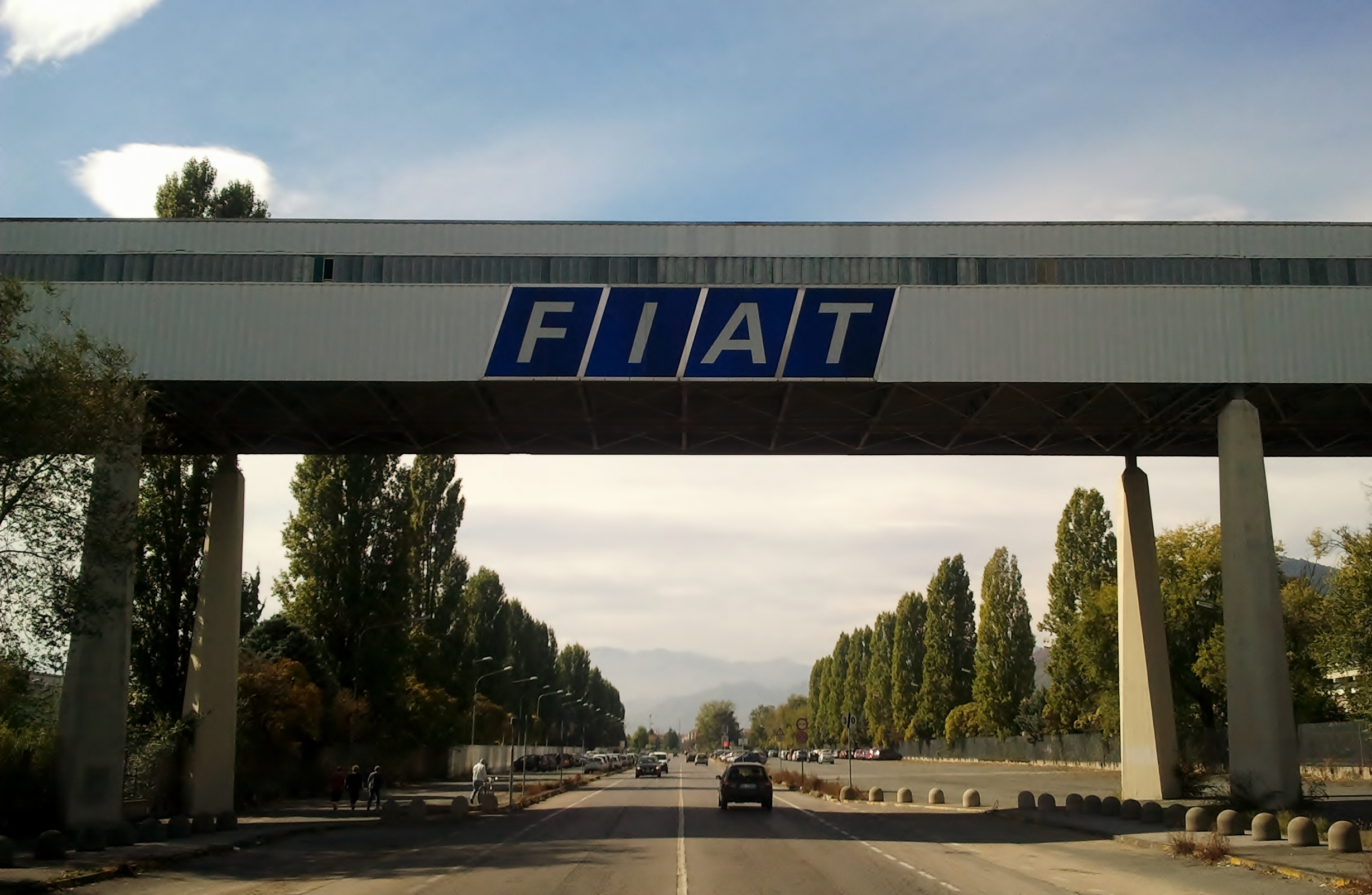
Pasarela peatonal que conecta la antigua planta de Fiat Rivalta. El símbolo ha sido eliminado.

La planta de producción comenzó con un edificio dedicado al procesamiento mecánico (montaje de suspensiones para casi todos los modelos Fiat). En el plazo de un año, se construyeron instalaciones adicionales para el ensamblaje de carrocerías, el taller de chapa y pintura y el acabado de vehículos. Los edificios para estos dos últimos procesos se construyeron al otro lado de la carretera provincial antes mencionada. Una cinta transportadora aérea, que cruzaba la carretera, garantizaba la conexión bilateral entre todas las líneas de montaje. Todas las demás conexiones, tanto peatonales como viarias, se realizaban a través de un túnel subterráneo. En 1973, se construyó otra gran estructura industrial junto a la línea de carrocería para albergar las grandes prensas, que se consideraron inadecuadas para el antiguo emplazamiento de operaciones (proximidad a los edificios residenciales de la zona de Mirafiori).
.
En 1978, tras años de experimentación, Rivalta y Cassino fueron las plantas de Fiat donde se instaló Robogate, el sistema robótico diseñado por Comau que automatizaba los procesos de soldadura de carrocería y ensamblaje de piezas de carrocería y motores, permitiendo también producir coches de diferentes tamaños en la misma línea.

Desde 2002, una parte de la fábrica en desuso (en concreto la Unidad Operativa de Montaje) ha sido rehabilitada y organizada para la producción de componentes destinados a Fiat Avio, empresa anteriormente controlada por el Grupo Fiat y posteriormente escindida en dos sociedades: una aeroespacial (Avio) y una aeronáutica que fue vendida junto con la fábrica a General Electric, tomando el nombre de Avio Aero.

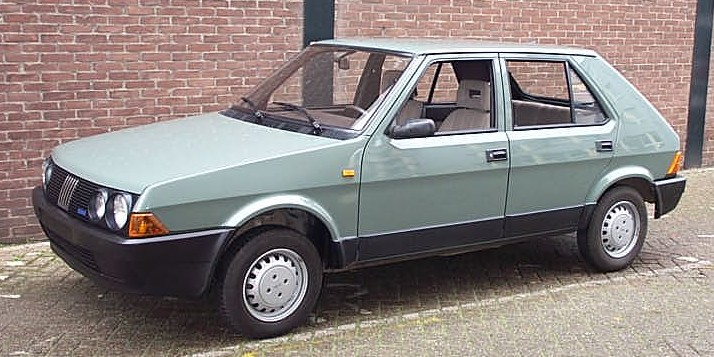
Fiat Ritmo, automóvil producido en la planta por robots bajo el sistema RoboGate

La planta de estampación se venderá a la nueva empresa Turinauto, que externalizará la producción de carrocerías para los vehículos del Grupo Fiat, cuyas líneas de producción se trasladarán a la planta de Mirafiori. El departamento de producción de sistemas de suspensión, perteneciente a Magneti Marelli, permanecerá activo.
En febrero de 2018 se anunció la reutilización de la planta de Rivalta por parte del grupo Fiat Chrysler Automobiles, a través de la presentación al municipio local de un proyecto que prevé la valorización en tres años de un área por un total de 340.000 metros cuadrados, de los cuales 40.000 dedicados a la construcción de nuevas estructuras para la logística y los recambios del grupo. 
En noviembre de 2018, FCA anunció que la planta se convertirá en la sede europea de Mopar para la distribución de repuestos en la región EMEA. A partir de 2020, con la finalización de las obras, la planta de Fiat en Rivalta se convierte oficialmente en una planta Mopar.
La planta fue planificada para aumentar la producción de automóviles de las fábricas de Fiat Lingotto y Fiat Mirafiori en el norte de Italia. Fue diseñada por Fiat Engineering y comenzó su producción en 1968. En primer lugar estuvo operativo el departamento de mecánica, al que posteriormente se unieron los de pintura, ensamblado y las propias oficinas de la fábrica. El primer modelo salido de las líneas de ensamblaje fue el Fiat 128, del que pronto se llegaron a producir más de 1.500 unidades al día. En el corto período de tres años, de 1968 a 1971, la planta alcanzó los 16.000 empleados. Las poblaciones cercanas a la fábrica sufrieron un profundo aumento demográfico. De una población predominantemente rural de 2.500 habitantes se pasó a más de 10 000 en el caso de Rivalta, o de 4.300 habitantes a casi 10 000 en el caso de Piossasco. Como sucediéra con la fábrica de Fiat Cassino, para el lanzamiento en 1978 del Fiat Ritmo sufre una profunda remodelación para adecuarse al RoboGate, primer sistema robótico automatizado del mundo para el ensamblado completo de carrocerías. En 2001 la planta cesó la producción de automóviles que fue transferida a la fábrica de Fiat Mirafiori. Rivalta fue adaptada para la producción de componentes de Fiat Avio, antigua filial aeroespacial de Fiat Group. Debido a la profunda crisis económica del grupo automovilístico a comienzos del siglo XXI, en 2003 Fiat Group vende Fiat Avio a un grupo de inversores encabezados por Finmeccanica, por lo que la planta de Rivalta pasó a ser propiedad de esta última.

## Crecimiento poblacional
El establecimiento de la planta en la zona, anteriormente predominantemente rural, provocó un crecimiento significativo de la población residente. Por ejemplo, Rivalta pasó de 2500 habitantes a más de 10 000 en tan solo unos años, mientras que Piossasco pasó de 4300 a casi 10 000. La ciudad más afectada, y quizás desprevenida, fue Turín, que presenció el éxodo masivo de nuevos trabajadores, junto con sus familias, del sur de Italia.
La nueva y enorme comunidad cambió radicalmente la estructura y las costumbres de la zona, así como la necesidad de escuelas y servicios comunitarios.

## Producción
Durante sus más de 30 años de existencia, la planta ha producido muchos modelos de la gama Fiat, Lancia y Alfa Romeo como: 
| Foto | Marca      | Modelo            | Inicio de producción | Fin de producción |
| ---- | ---------- | ----------------- | -------------------- | ----------------- |
|      | Fiat       | 128               | 1969                 | 1983              |
|      | Fiat       | 124 Sport Coupé   | 1969                 | 1975              |
|      | Fiat       | 124 Sport Spider  | 1969                 | 1976              |
|      | Fiat       | Dino Coupé/Spider | 1966                 | 1972              |
|      | Fiat       | Fiat Ritmo        | 1978                 | 1987              |
|      | Fiat       | 130/130 Coupé     | 1969                 | 1976              |
|      | Lancia     | Delta             | 1979                 | 1993              |
|      | Lancia     | Prisma            | 1982                 | 1989              |
|      | FIAT       | Uno               | 1983                 | 1995              |
|      | FIAT       | Tipo              | 1993                 | 1995              |
|      | Lancia     | K                 | 1994                 | 2001              |
|      | Lancia     | Delta             | 1994                 | 1998              |
|      | FIAT       | Bravo/Brava       | 1995                 | 1997              |
|      | FIAT       | Marea             | 1997                 | 1999              |
|      | Alfa Romeo | 166               | 1998                 | 2002              |
|      | Lancia     | Lybra             | 1999                 | 2002              |
|      | Lancia     | Thesis            | 2001                 | 2002              |

Además de los modelos mencionados, en la planta mecánica se concentró la producción de suspensiones para todos los coches FIAT.
Desde 1973, con el complejo de grandes prensas allí instalado, la planta contribuyó a la producción de chapa estampada para la mayoría de las plantas de carrocería.